# Jan Mybrand
Jan Torsten Mybrand (født 26. januar 1959 i Kolsva, Västmanlands län) er en svensk skuespiller. Han har for eksempel optrådt i tv-serier som Beck, Skærgårdsdoktoren og Inden vi dør, samt film som Sidste dans (1993), Jerusalem (1996) og Mænd der hader kvinder (2009).
Mybrand er uddannet fra Dramatens elevskola og blev derefter ansat på Folkteatern i Gävleborg. Siden 1986 har han arbejdet på Stockholms stadsteater.

## Udvalgt filmografi
- Det niende kompagni (1987)
- Black Jack (1991)
- Englegård (1992)
- Jönssonligan & den svarta diamanten (1992)
- Sidste dans (1993, ukrediteret)
- Englegård - næste sommer (1994)
- Jönssonligans största kupp (1995)
- Jerusalem (1996)
- The Disappearance of Finbar (1996)
- Kalle Blomkvist og Rasmus (1997)
- Beck (tv-serie, 1998)
- Rederiet (tv-serie, 1998)
- Det store gennembrud (1999)
- Hundehotellet (animationsfilm, 2000)
- Skærgårdsdoktoren (tv-serie, 2000)
- Blå mandag (2001)
- Cleo (tv-serie, 2002-2003)
- Vidunderlig og elsket af alle (2007)
- Løftet (kortfilm, 2008)
- Mænd der hader kvinder (2009)
- Kenny begins (2009)
- Wallander (tv-serie, 2009)
- Kommissær Speck (2010)
- Englegård - alle gode gange 3 (2010)
- Arne Dahl: Europa Blues (tv-serie, 2012)
- Inden vi dør (tv-serie, 2017)
- Same Same (2017)
- The Wife (2017)
- Tårtgeneralen (2018)
- Pool (2020)
- Natrytterne (tv-serie, 2022)